# 小谷村
小谷村（おたりむら）は、長野県北安曇郡に属している村。特別豪雪地帯に指定されており、冬季は大規模スキー場が多くの観光客で賑わう。

## 地理
長野県の北西端部に位置し、中央部を姫川が流れている。
村の東部は、妙高戸隠連山国立公園を含み、雨飾山など頸城山塊にあたる標高2000m前後の山がそびえ、西部には中部山岳国立公園を含む、白馬連峰の標高2500m前後の山がそびえる。すなわち2つの国立公園を持つ村である。戦前には金鉱山の地蔵鉱山が存在していたが、2013年に再開山（新規鉱業権取得）し、日本でも数少ない金鉱山の一つとなっている。
静岡-糸魚川構造線上にあるため、村は峡谷型の地形、脆弱な地質条件であるため、地すべり、山腹崩壊等の土砂災害が発生しやすく、過去に幾度も大規模な被害に見舞われている。
全面積の88%を森林が占め、耕地は3%弱と圧倒的に森林が多い。森林セラピー基地に認定されている。また、栂池高原という高原も広がる。

### 地形
山岳
- 白馬乗鞍岳
- 天狗原山
- 雨飾山 - 日本百名山。
- 東山
- 小蓮華山 - 長野＝新潟県境。
- 稗田山 - 1911年（明治44年）に発生した稗田山崩れで知られる。

河川
- 姫川
  - 松川
  - 中谷川
  - 楠川
  - 土谷川
  - 浦川 - 日本初のスーパー暗渠砂防ダムである浦川スーパー暗渠砂防堰堤がある。
  - 横川

湖沼
- 白馬大池
- 風吹大池
- 鎌池
- 角間池

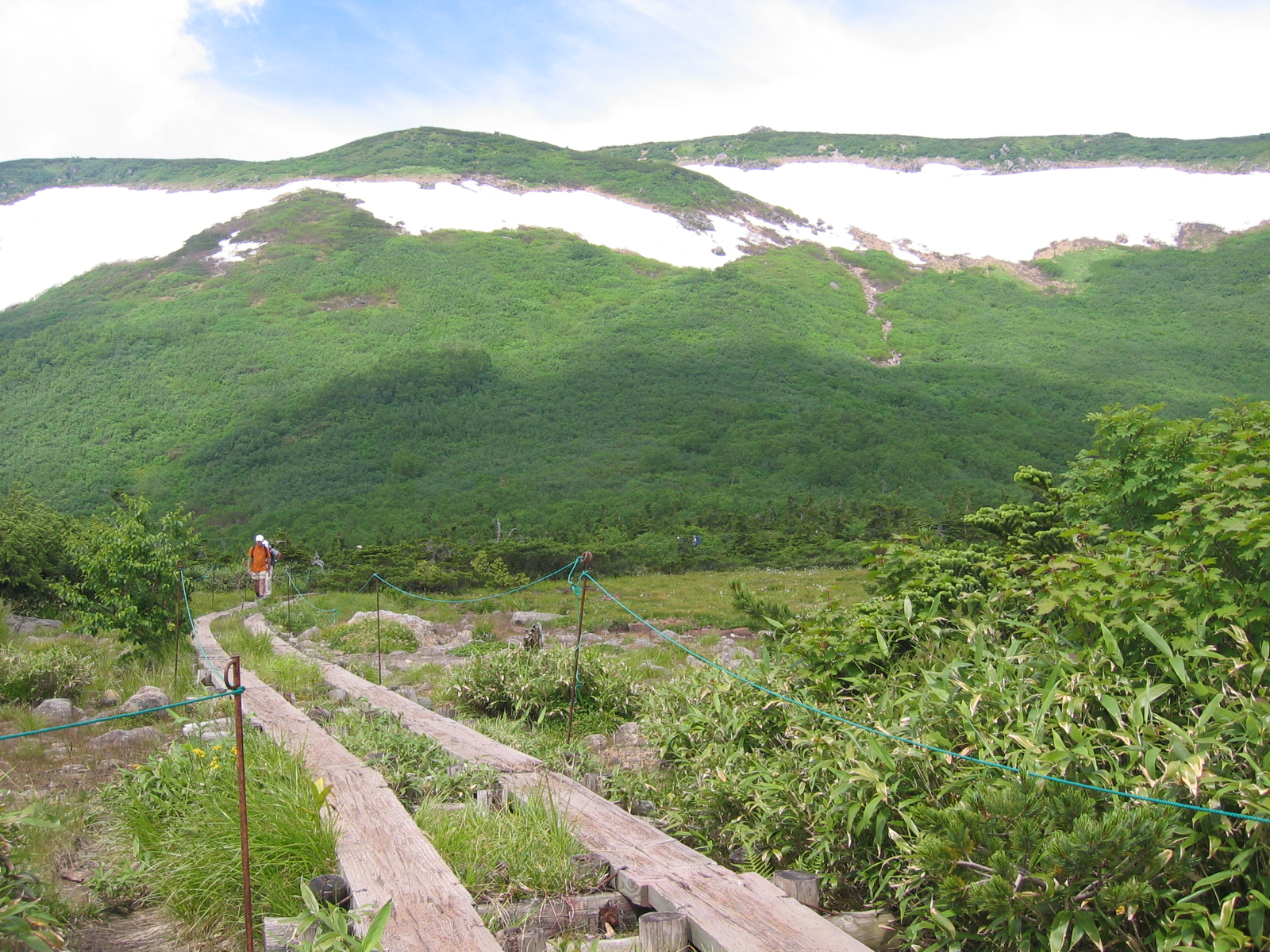
白馬乗鞍岳
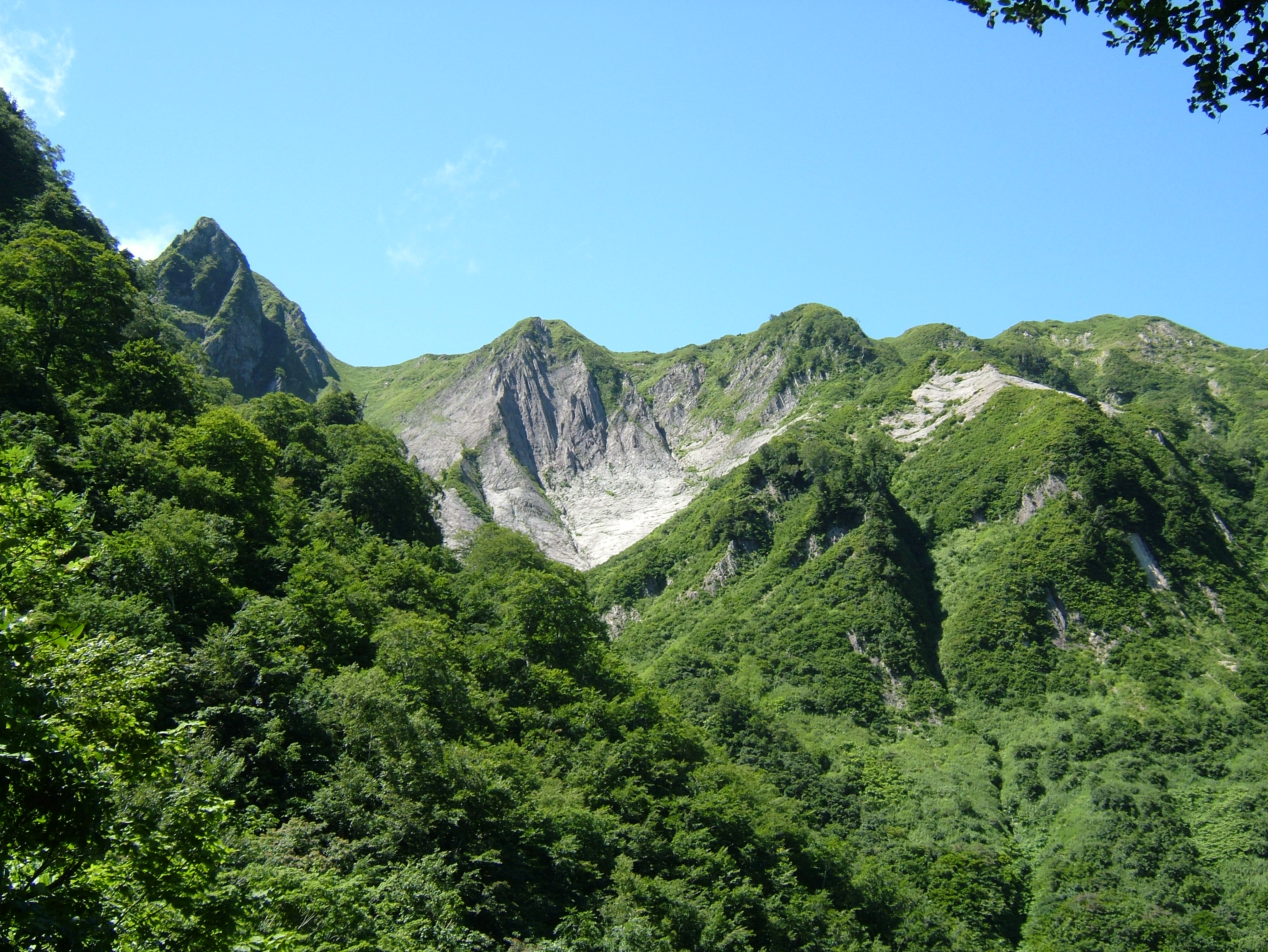
雨飾山
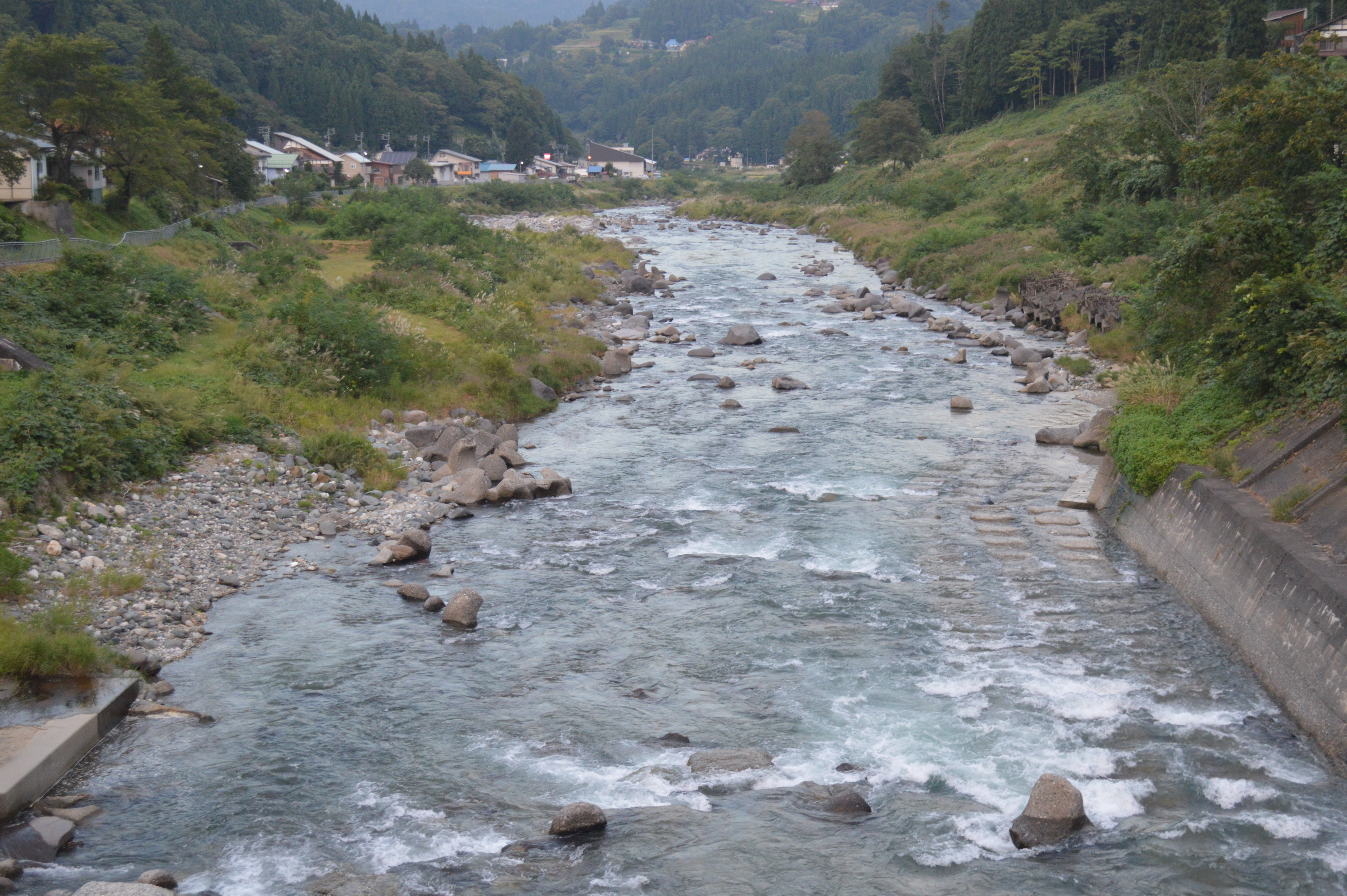
姫川
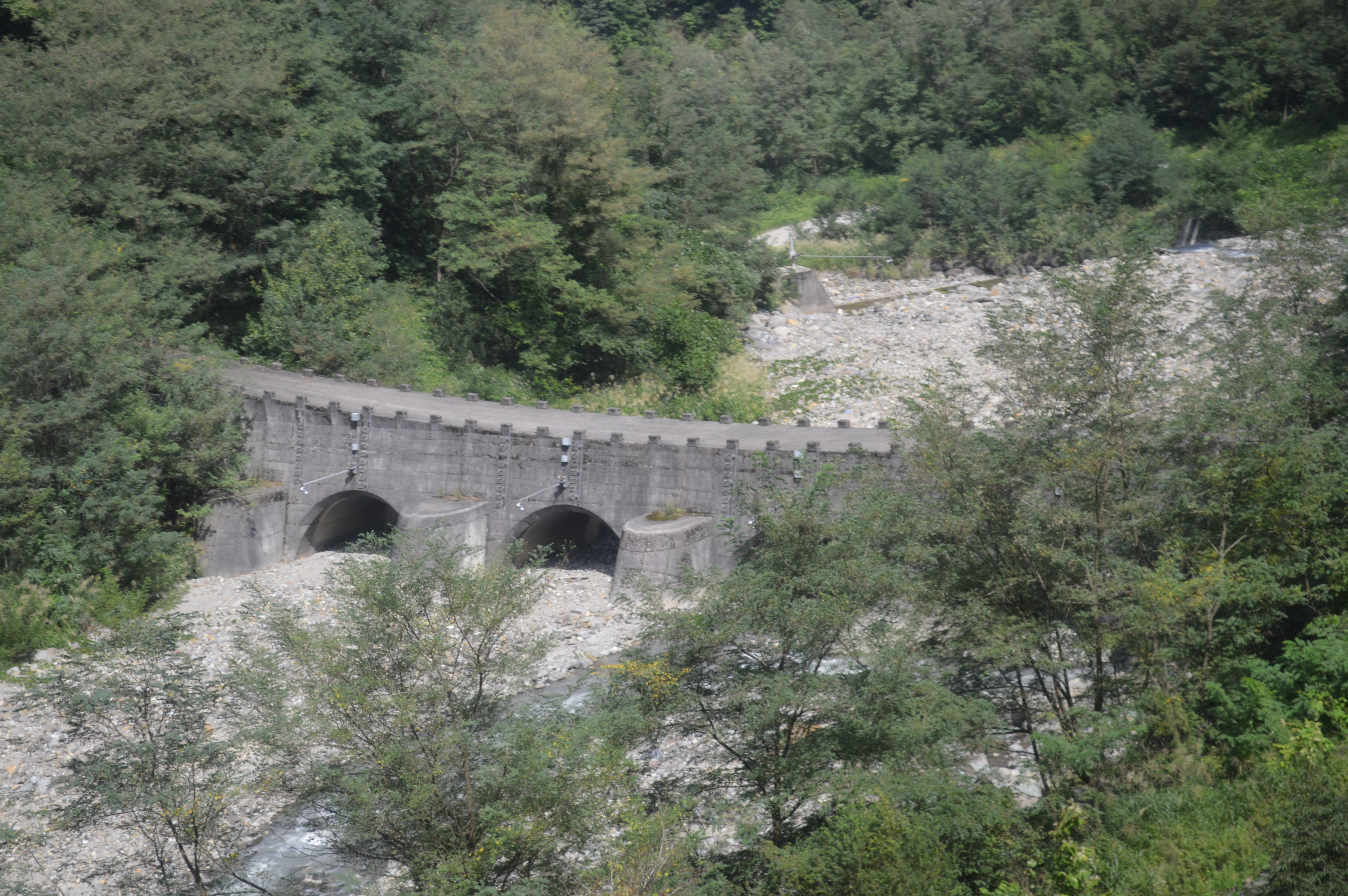
浦川スーパー暗渠砂防堰堤
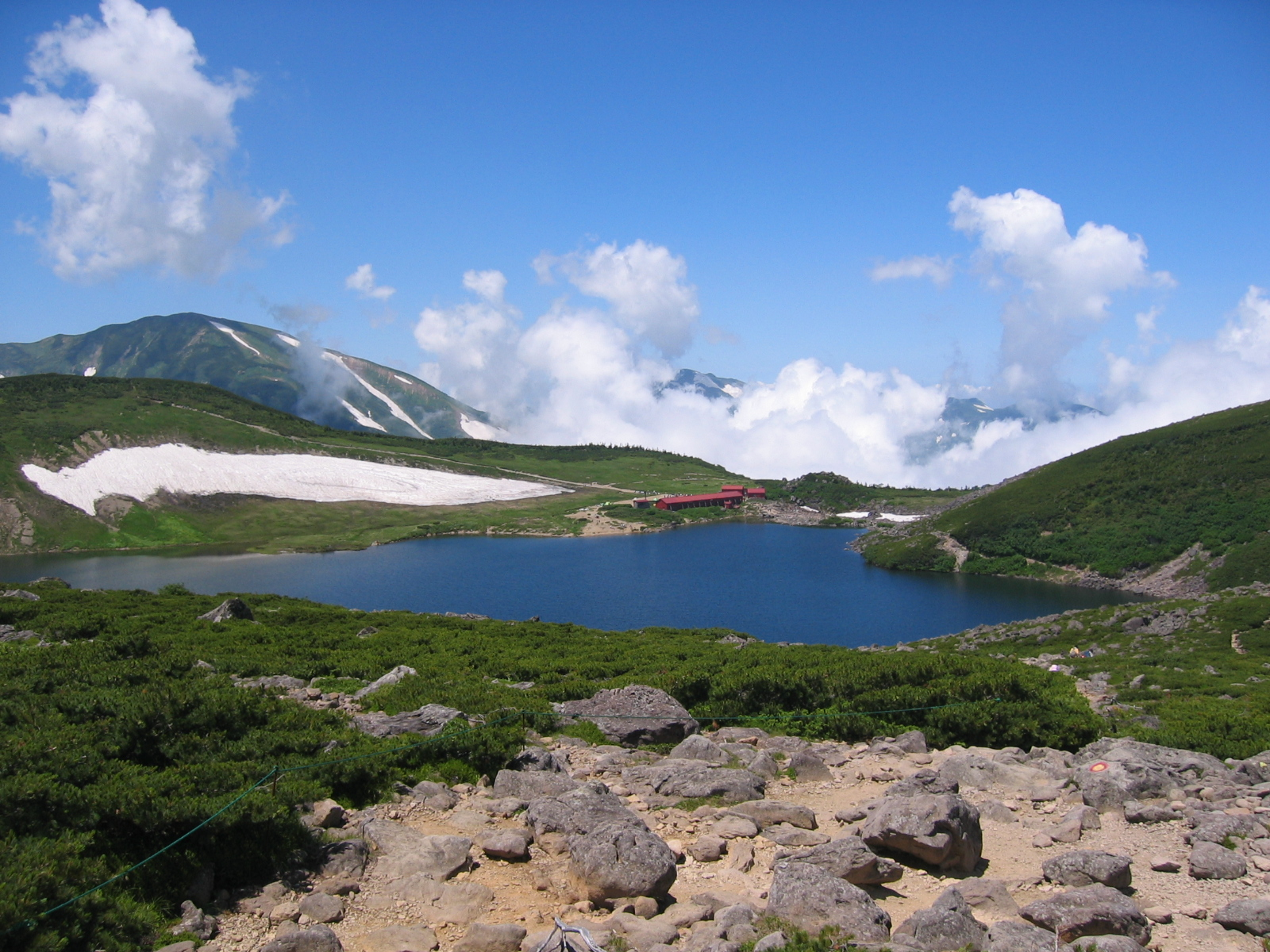
白馬大池

### 大字
- 北小谷
- 中小谷
- 中土
- 千国

### 隣接している自治体
- 長野県
  - 長野市
  - 白馬村
- 新潟県
  - 糸魚川市
  - 妙高市

### 人口
| |                                        |  |
| 小谷村と全国の年齢別人口分布（2005年） | 小谷村の年齢・男女別人口分布（2005年） |  |
| ■紫色 ― 小谷村 ■緑色 ― 日本全国 | ■青色 ― 男性 ■赤色 ― 女性              |  |
| 小谷村（に相当する地域）の人口の推移 \| 1970年（昭和45年） \| 5,893人 \| \| \| 1975年（昭和50年） \| 5,246人 \| \| \| 1980年（昭和55年） \| 5,165人 \| \| \| 1985年（昭和60年） \| 4,699人 \| \| \| 1990年（平成2年） \| 4,474人 \| \| \| 1995年（平成7年） \| 4,307人 \| \| \| 2000年（平成12年） \| 4,276人 \| \| \| 2005年（平成17年） \| 3,920人 \| \| \| 2010年（平成22年） \| 3,221人 \| \| \| 2015年（平成27年） \| 2,904人 \| \| \| 2020年（令和2年） \| 2,647人 \| \| |                                        |  |
| 総務省統計局 国勢調査より |                                        |  |
| 1970年（昭和45年） | 5,893人                                |  |
| 1975年（昭和50年） | 5,246人                                |  |
| 1980年（昭和55年） | 5,165人                                |  |
| 1985年（昭和60年） | 4,699人                                |  |
| 1990年（平成2年） | 4,474人                                |  |
| 1995年（平成7年） | 4,307人                                |  |
| 2000年（平成12年） | 4,276人                                |  |
| 2005年（平成17年） | 3,920人                                |  |
| 2010年（平成22年） | 3,221人                                |  |
| 2015年（平成27年） | 2,904人                                |  |
| 2020年（令和2年） | 2,647人                                |  |

## 歴史

### 中世
- 中世 - 六条院領の荘園 (日本)千国荘が成立。信濃国と越後国を結ぶ千国街道の経由地となる。

### 近世

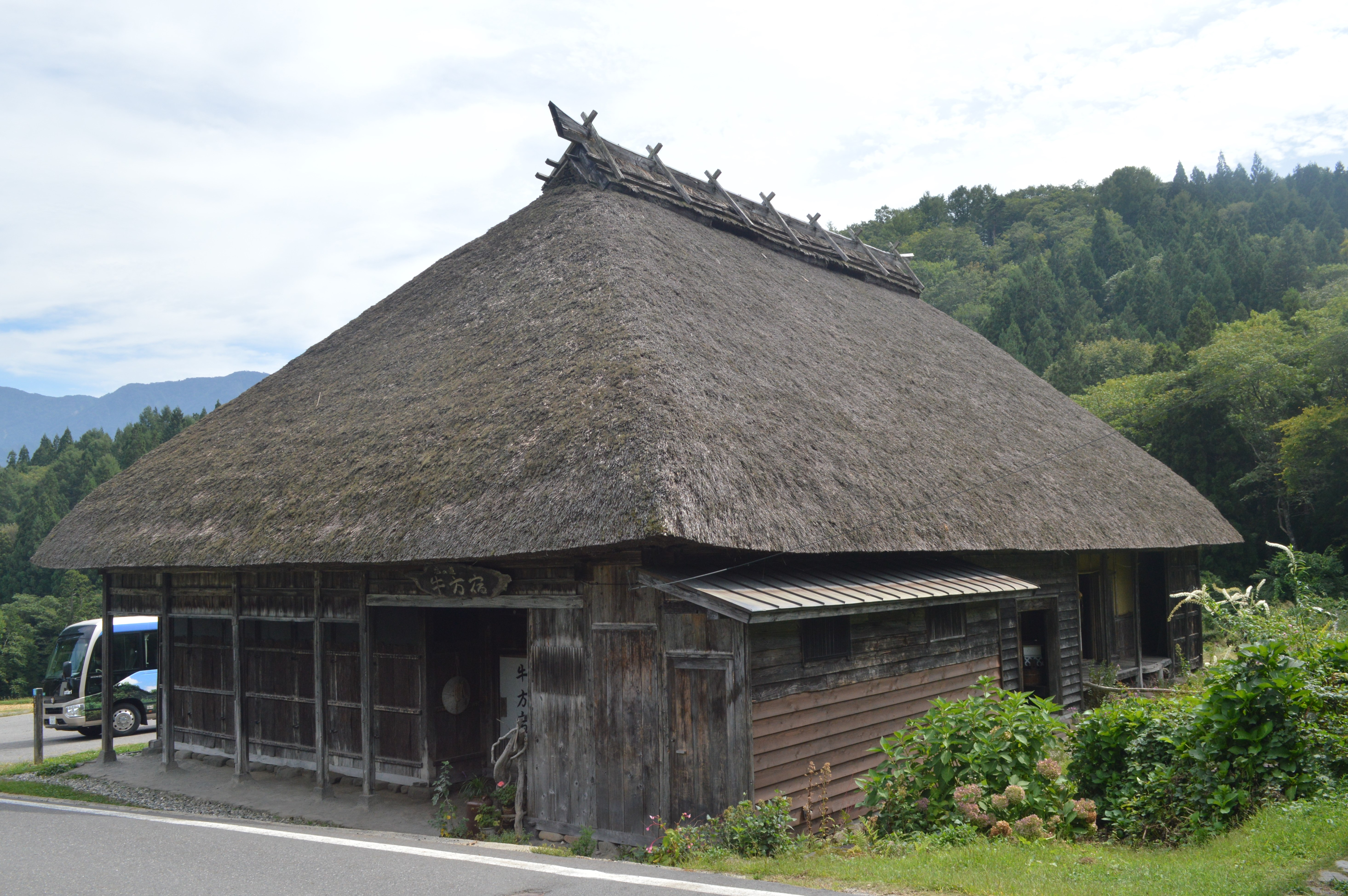
千国街道にある牛方宿

- 江戸時代 - 千国街道の宿場町である千国宿に松本藩の千国番所が置かれ、警備や取締りが行われた。
- 1702年（元禄15年） - 越後国頸城郡との間で境界紛争が発生。信濃国側の言い分が通った。

### 近代

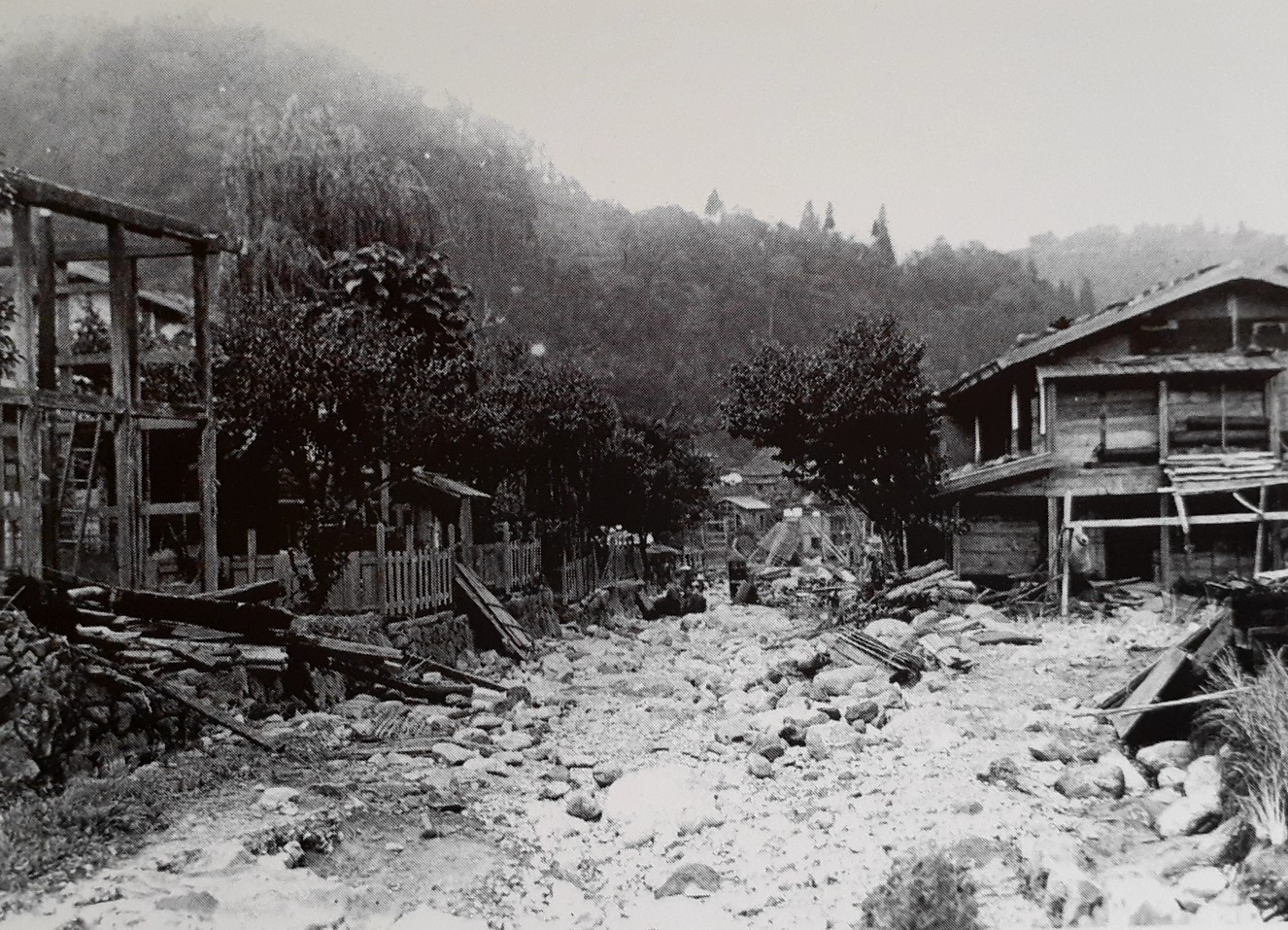
1911年に発生した稗田山崩れ

- 1871年（明治4年） - 7月14日には松本県の所属となり、11月には筑摩県の所属となる。
- 1876年（明治9年）8月21日 - 長野県の所属で落ち着く。
- 1889年（明治22年）4月1日 - 町村制の施行により、北安曇郡南小谷村、中土村、北小谷村が発足。3村は通称「小谷3カ村」と呼ばれた。
- 1911年（明治44年）8月8日 - 浦川上流の稗田山北側斜面が崩壊。4日後の天然ダム決壊による土砂流出も合わせて、北小谷村中心部の来馬集落が埋まるなど、姫川流域全体に甚大な被害が及ぶ（稗田山崩れ）。

### 現代
- 1957年（昭和32年）8月14日 - 国鉄大糸線が全通[2]。
- 1958年（昭和33年）4月1日 - 北小谷村・中土村・南小谷村が合併して北安曇郡小谷村が発足[2]。
- 1968年（昭和43年）9月3日 - 村章、村歌を制定[3]。
- 1978年（昭和53年）2月3日 - 豪雪により大網地区など7地区509人が孤立状態となる。雪害対策本部を設置[4]。
- 1995年（平成7年）7月11日 - 姫川流域を中心に7.11水害が発生。北小谷地区などが孤立する。
- 1996年（平成8年）12月6日 - 蒲原沢土石流災害発生。
- 2014年  (平成26年) 11月 - 長野県神城断層地震が発生。家屋などに大きな被害が出たことから災害救助法の適用を受けた[5]。

## 行政

### 歴代村長
| 就任日        | 退任日        | 名前     |
| ------------- | ------------- | -------- |
| 2003年4月27日 | 2011年4月26日 | 小林三郎 |
| 2011年4月27日 | 2019年4月26日 | 松本久志 |
| 2019年4月27日 | 現職          | 中村義明 |

### 所轄機関
- 北アルプス広域連合
- 大町警察署
- 北アルプス広域消防本部北部消防署

### 姉妹都市・提携都市
日本国内
- 三鷹市（東京都） - 1989年（平成元年）8月27日、友好市町村提携[6]
- 白子町（千葉県長生郡）
- 菊川市（静岡県、旧小笠郡小笠町）

日本国外
- マールボロ市（ニュージーランド） - 1991年1月20日姉妹都市提携[6]
- オタリセントメリー町（イギリス） - 1992年5月4日友好都市提携[6]

## 議会

### 長野県議会
- 選挙区：北安曇郡選挙区
- 定数：1人
- 任期：2019年（平成31年）4月30日 - 2023年（令和5年）4月29日
- 宮沢敏文（無所属）

### 衆議院
- 選挙区：長野2区（長野市の一部、松本市、大町市、安曇野市、東筑摩郡、北安曇郡、上水内郡）
- 任期：2024年10月27日 - 2028年10月26日
- 投票日：2024年10月27日
- 当日有権者数：376,072人
- 投票率：55.96％

| 当落 | 候補者名 | 年齢 | 所属党派     | 新旧別 | 得票数   | 重複 |
| ---- | -------- | ---- | ------------ | ------ | -------- | ---- |
| 当   | 下条みつ | 68   | 立憲民主党   | 前     | 98,664票 | ○    |
|      | 務台俊介 | 68   | 自由民主党   | 前     | 54,265票 | ○    |
|      | 手塚大輔 | 41   | 日本維新の会 | 新     | 50,961票 | ○    |

## 経済
小谷村ではスキー場を中心とする観光業が発達し、栂池高原スキー場、白馬乗鞍温泉スキー場、白馬コルチナ国際スキー場の3つのスキー場を有する。

## 教育

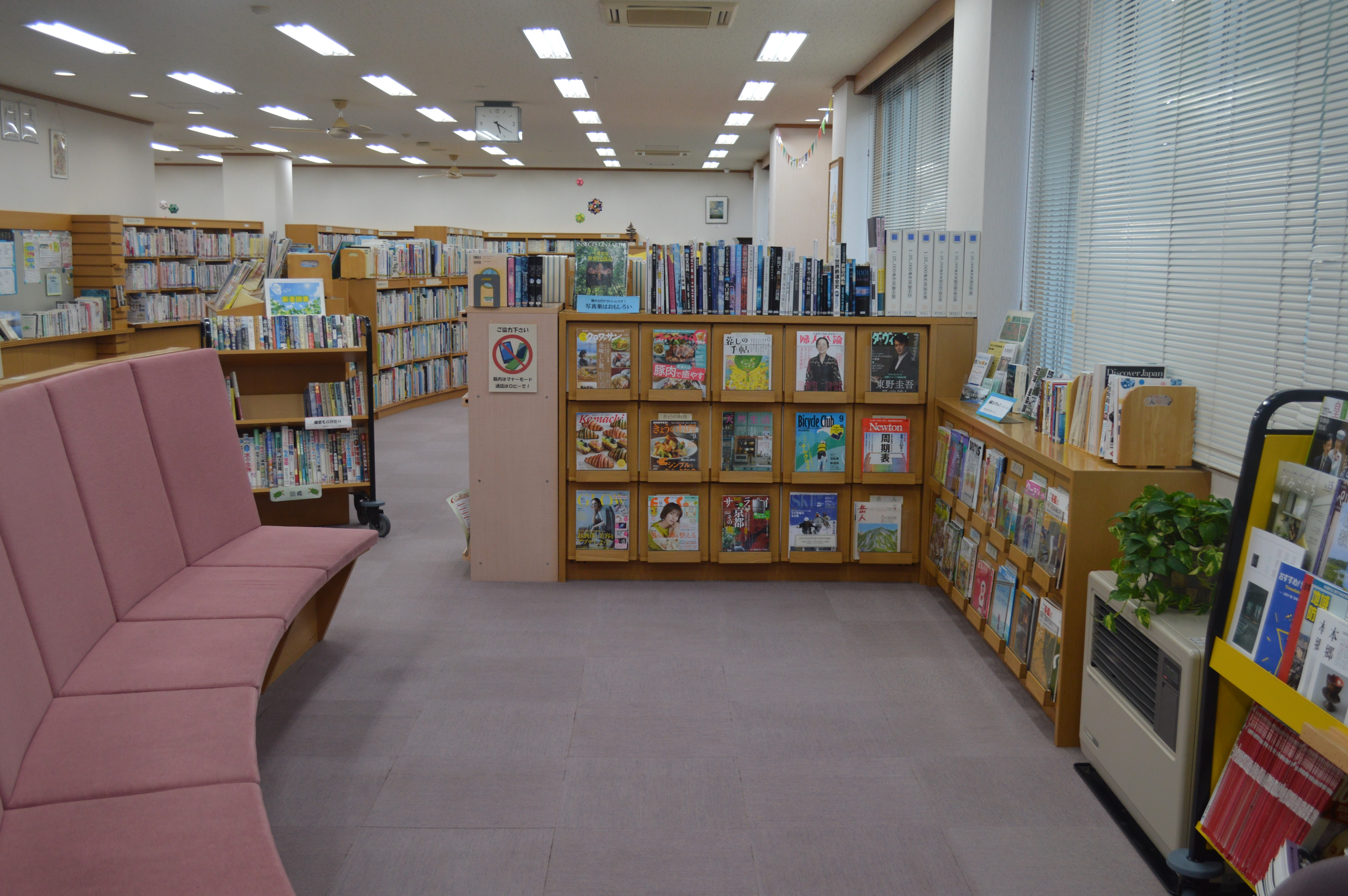
小谷村図書館

### 小学校
- 小谷村立小谷小学校 - 2006年（平成18年）4月に南小谷小学校、北小谷小学校、中土小学校を統合して開校。校舎は湯澤正信による設計[7]。校歌は谷川俊太郎、谷川賢作が手掛けたことで知られる。

### 中学校
- 小谷村立小谷中学校 - 1979年（昭和54年）4月に南小谷中学校、北小谷中学校、中土中学校を統合して開校[8]。

### 社会教育
- 小谷村図書館

## 交通

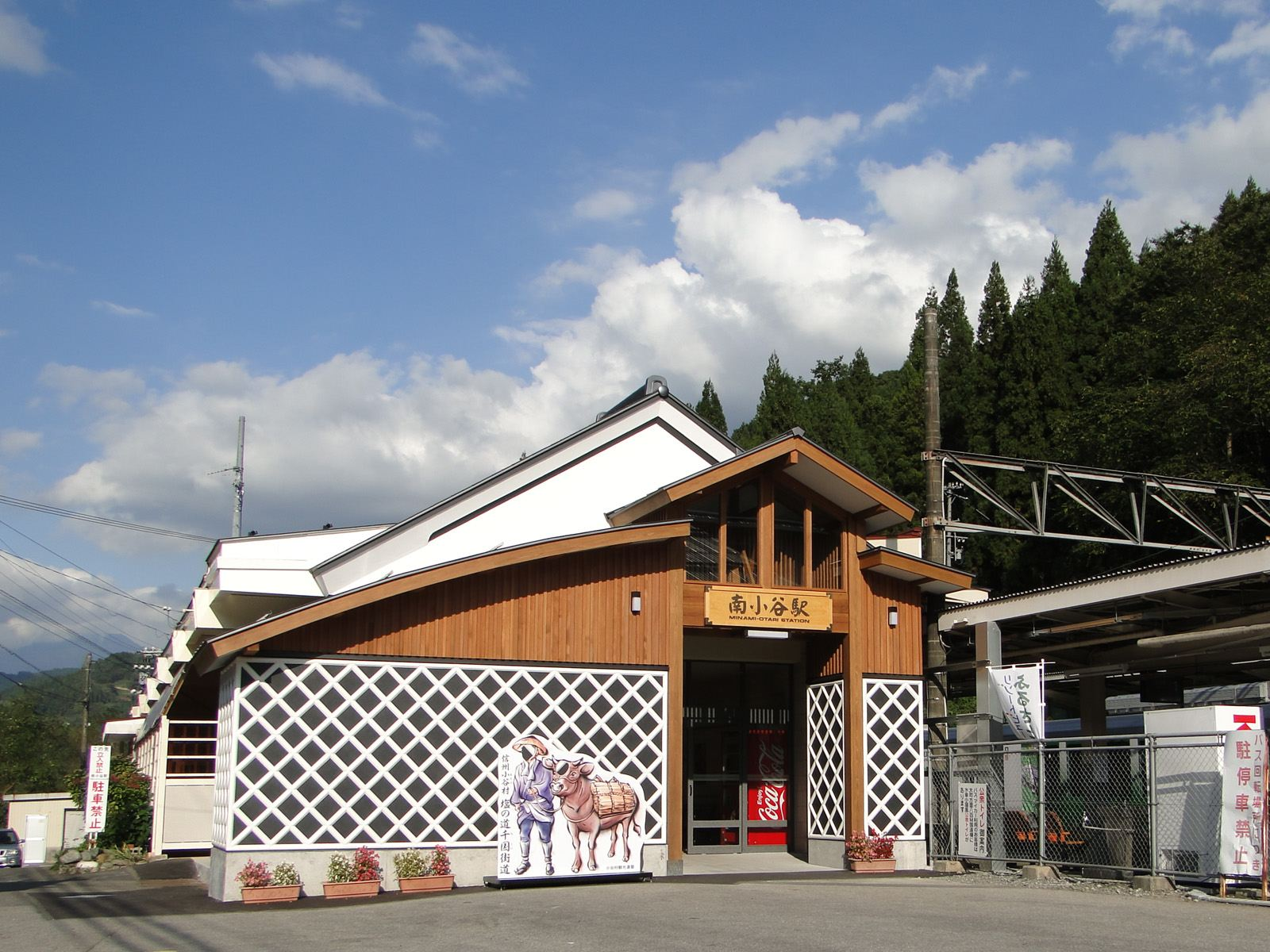
JR大糸線南小谷駅

### 鉄道
- 東日本旅客鉄道（JR東日本）・西日本旅客鉄道（JR西日本）
  - 大糸線：白馬大池駅 - 千国駅 - 南小谷駅 - 中土駅 - 北小谷駅

中心となる駅：南小谷駅
南小谷駅より千国、松本方面はJR東日本、中土、糸魚川方面はJR西日本の管轄となっている。
また長野県で唯一JR西日本の路線が通る市町村である。
1982年（昭和57年）には定期運行の特急あずさが南小谷駅への乗り入れを開始したが、2025年（令和7年）3月14日をもって定期運行特急の発着がなくなった。

### バス
- 小谷村営バス - 村内や隣接する白馬村と新潟県糸魚川市を結ぶ。
- 高速バス 安曇野・大町・白馬・新宿 -  村内では、つがいけマウンテンリゾートと栂池高原バス停に停車する。

### 道路
村内に高速道路は通っていない。関東方面からは、上信越自動車道長野IC、中京方面からは、長野自動車道安曇野IC、北陸、関西方面からは北陸自動車道糸魚川ICからのアクセスが便利。道の駅として道の駅小谷がある。また村内に県内の松本地域と新潟県の糸魚川地域を結ぶ地域高規格道路の松本糸魚川連絡道路（小谷道路）が開通する計画であるが、ほとんど国道148号を活用することになっているが、新設区間ら国道148号の改良として雨中・月岡バイパスが事業中であるが、そのほか具体的なルートは未定となっている。
国道
- 国道148号

県道
- 長野県道114号川尻小谷糸魚川線
- 長野県道330号奉納中土停車場線
- 長野県道433号千国北城線

## 名所・旧跡・観光スポット
名所・旧跡
- 千国街道（塩の道）

栂池高原スキー場

  - 千国の庄史料館 - 千国街道の千国宿にあった番所を復元した史料館。
  - 牛方宿 - 江戸時代に建てられた民家を用いた史料館。長野県指定文化財。
- 平倉城
- 小谷村郷土館 - 1971年まで小谷村役場として使用された建物を用いた史料館。
- 小谷村複合拠点施設 おたりつぐら - 宿泊施設を備えたコミュニティ施設。

観光スポット

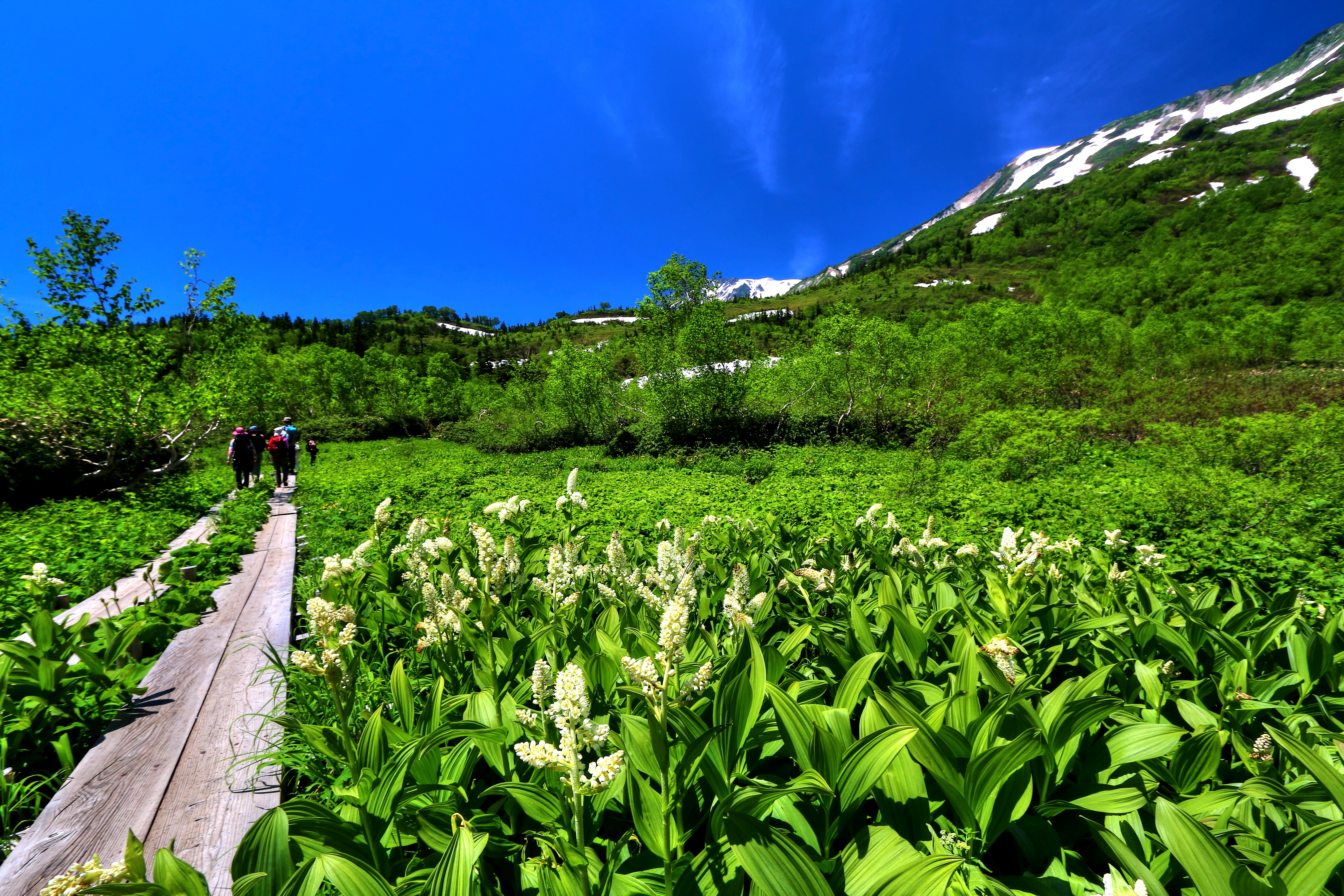
栂池高原
  - 栂池高原スキー場
  - 栂池自然園
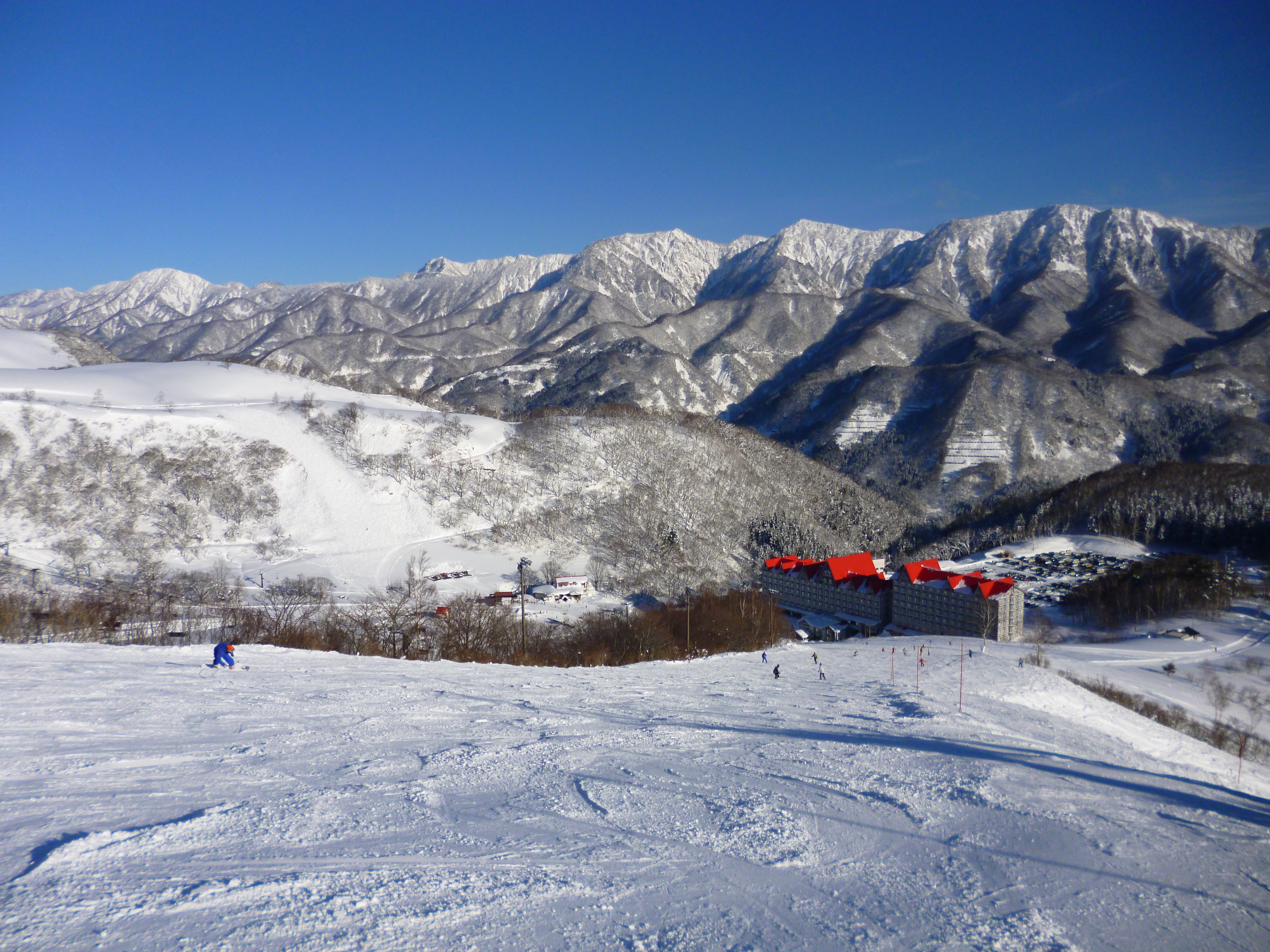
白馬乗鞍温泉スキー場
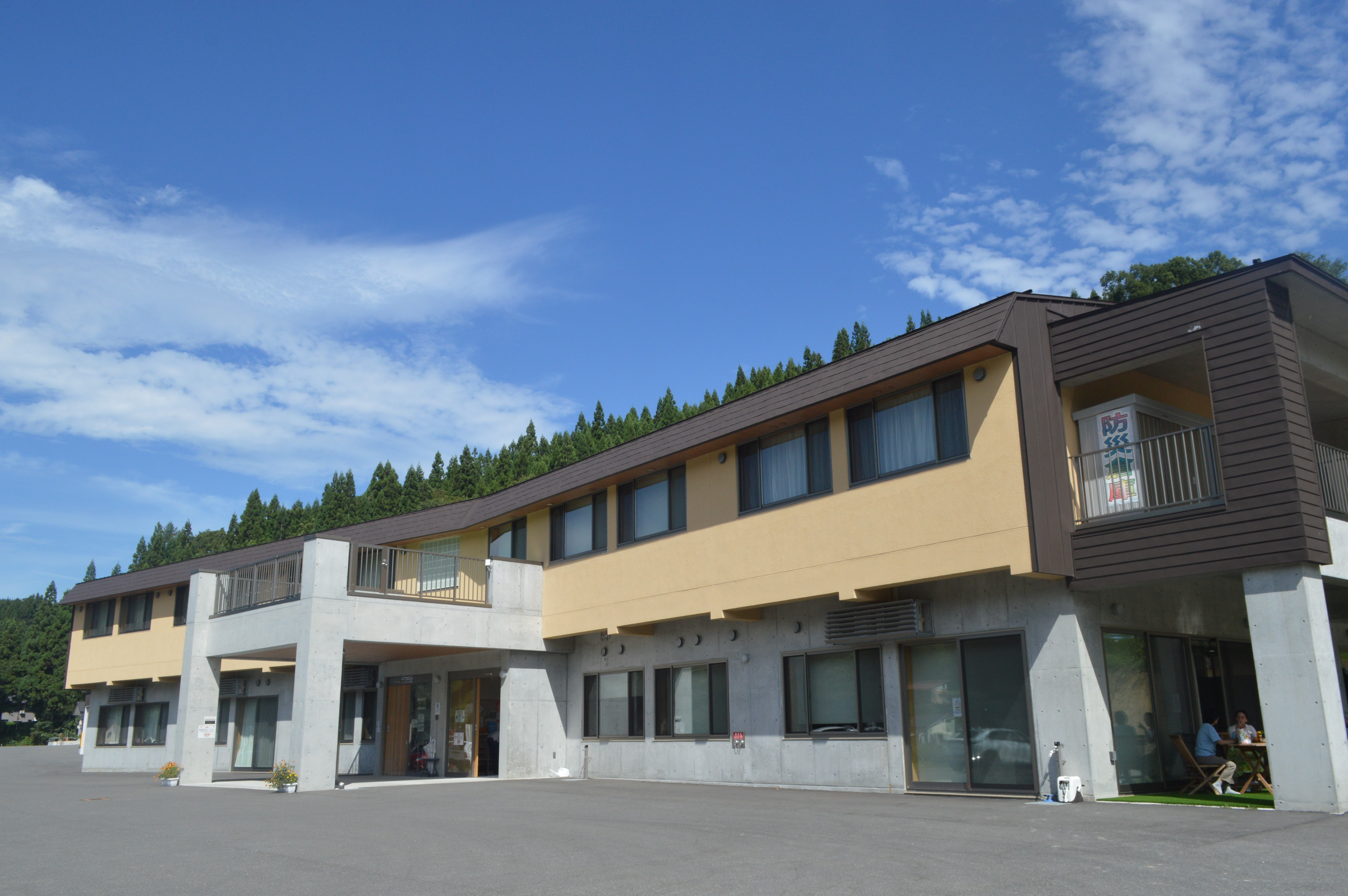
小谷村複合拠点施設 おたりつぐら
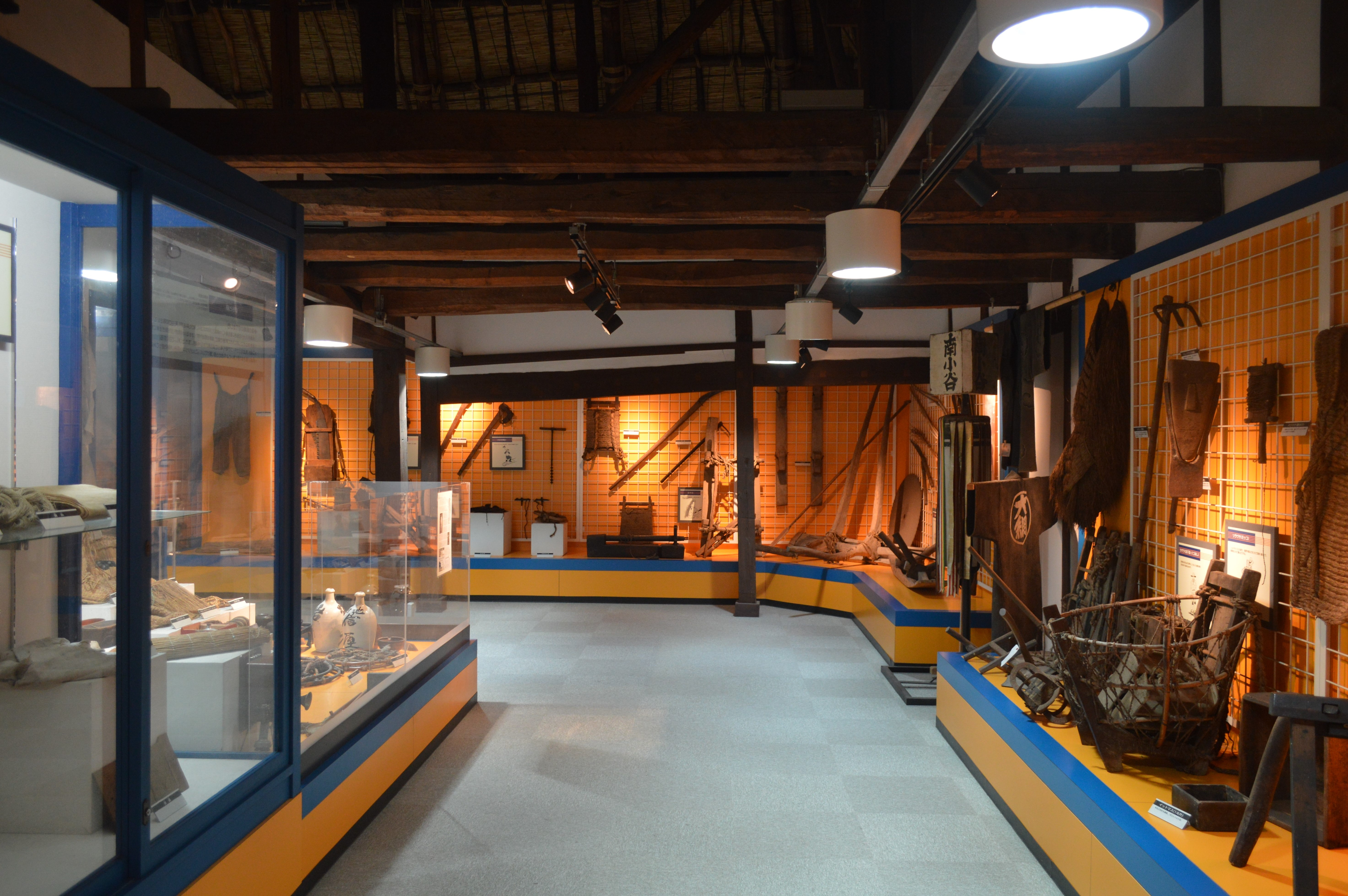
小谷村郷土館
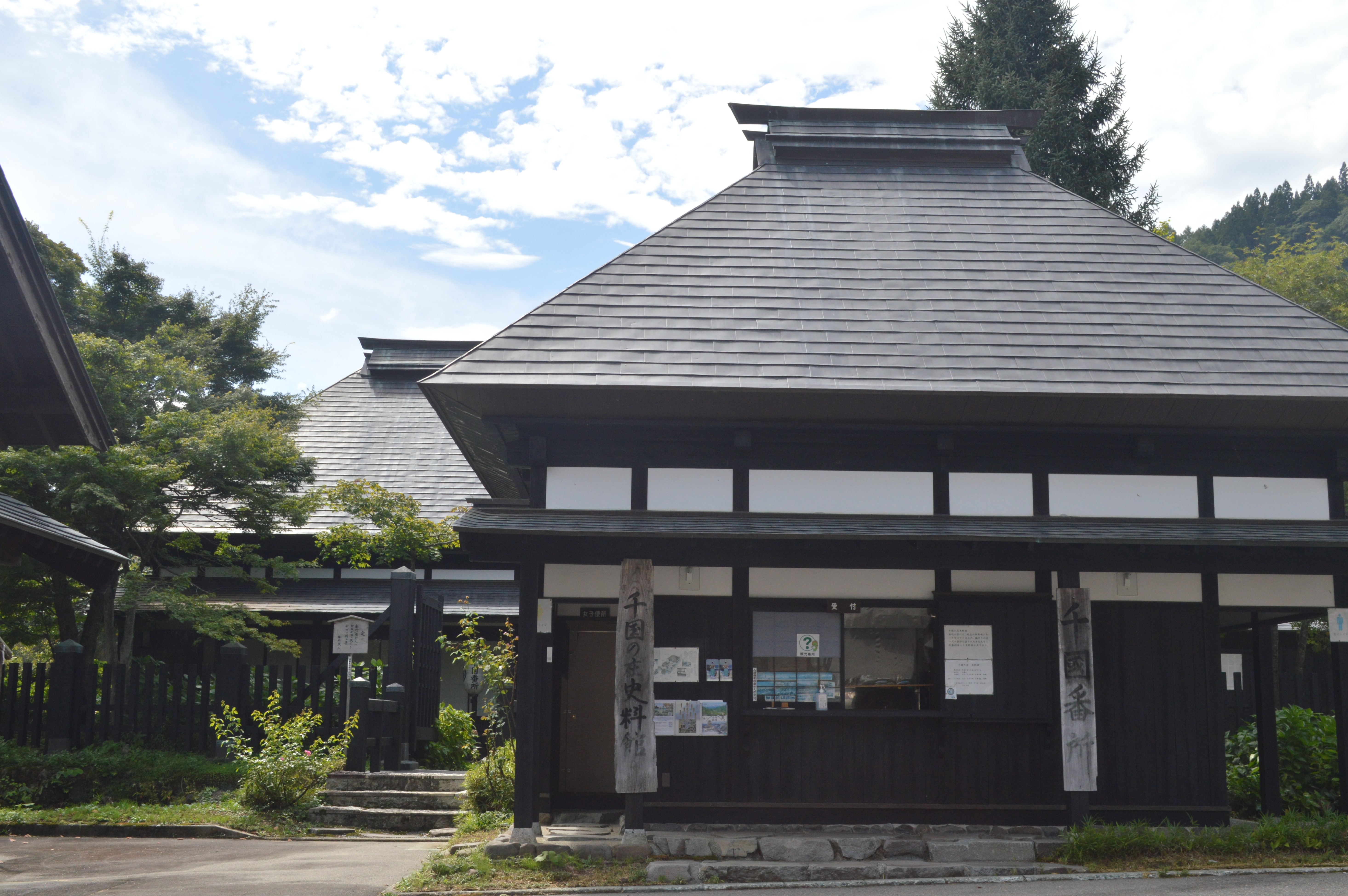
千国の庄史料館

- 白馬コルチナ国際スキー場
- 雨飾高原キャンプ場
- 石坂森林探検村
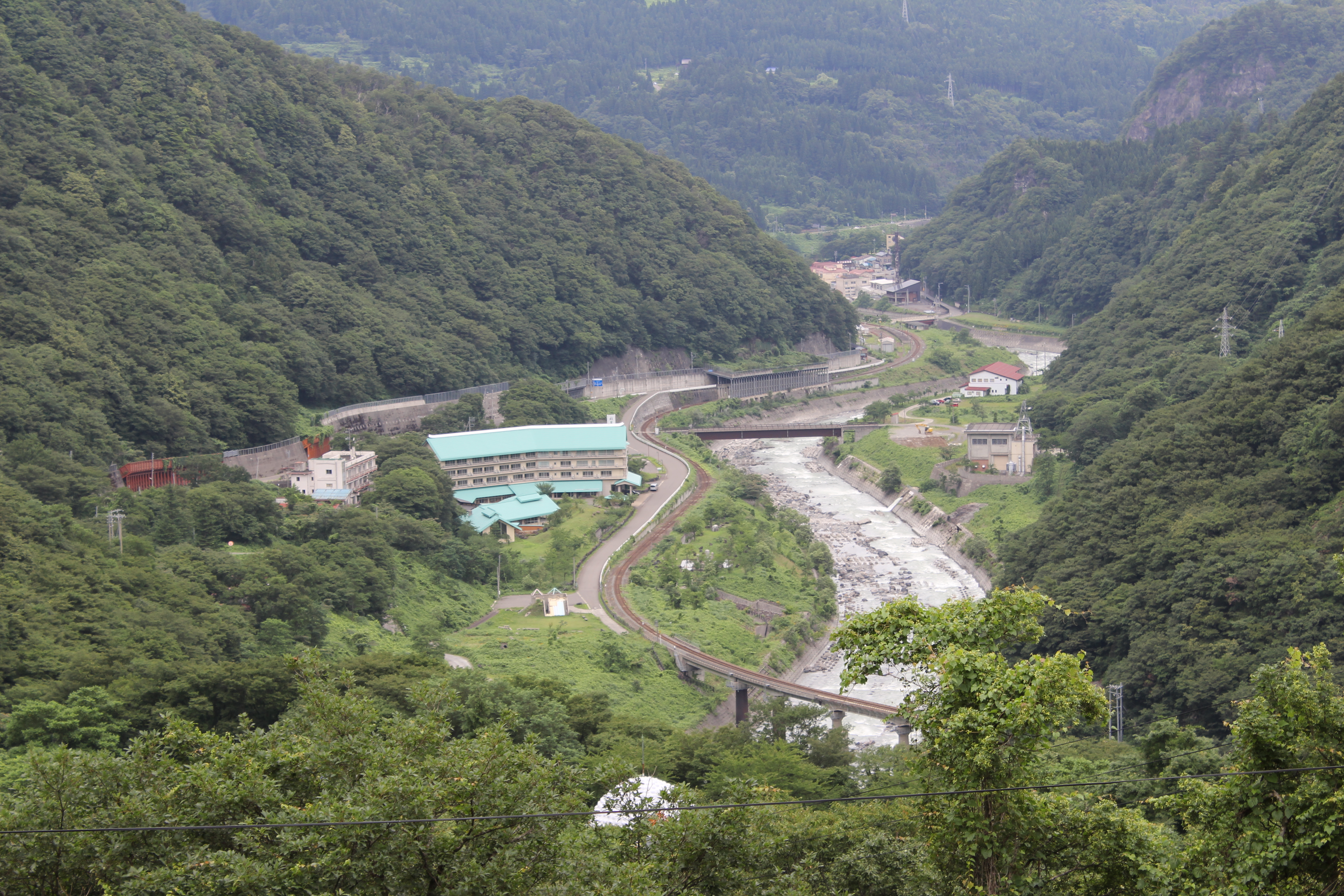
小谷温泉
- 姫川温泉
- 小谷温泉
- 下里瀬温泉
- 来馬温泉[9]
- 奉納温泉[10]
- 若栗温泉
- 島温泉（閉館）[10][11]
- 真木集落[12]

- 栂池自然園
- 白馬コルチナ国際スキー場
- 小谷村複合拠点施設 おたりつぐら
- 小谷村郷土館
- 千国の庄史料館
- 姫川温泉

## 祭事・催事

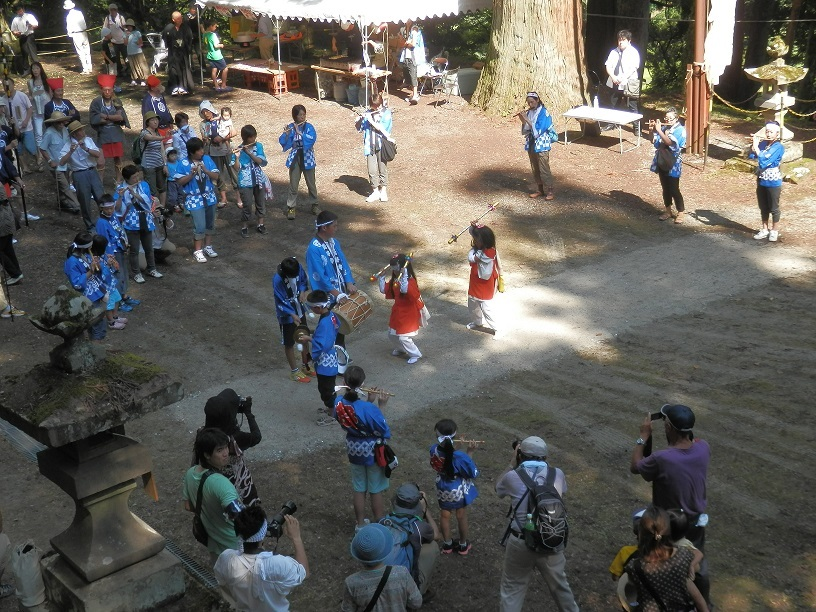
中谷大宮諏訪神社例祭における狂拍子

- 中谷大宮諏訪神社例祭
- 千国諏訪神社例祭
- 深原 花とうろう祭り
- 大網 雪と火の祭り
- 塩の道祭り
- 小谷新そば祭り

## 小谷村を舞台とした作品
- 『楢山節考』- 1983年4月29日に公開された今村昌平監督の日本映画。
- 『アラヤシキの住人たち』- 2015年5月1日に公開された本橋成一監督のドキュメンタリー映画。真木集落が舞台となっている。